# Hollywood Sunrise
Pour plus de détails, voir Fiche technique et Distribution.
Hollywood Sunrise ou Brouhaha au Québec (Hurlyburly) est un film américain réalisé par Anthony Drazan et sorti en 1998.

## Synopsis
Sur les hauteurs d'Hollywood, Eddie, un puissant directeur de casting et ses trois meilleurs amis, Mickey qui fait une pause loin de sa femme et de ses enfants, l'acteur Artie et le comédien débutant Phil, s'adonnent à l'art de la repartie pleine d'esprit et à l'évocation de vieux souvenirs. Ce qui les unit : sexe, mensonges, cocaïne et obsessions.
Au sein de ce club exclusivement masculin, interviennent trois femmes à la dérive : la belle Darlène, Donna, une adolescente abandonnée et Bonnie une danseuse exotique.

## Fiche technique
- Titre : Hollywood Sunrise
- Titre québécois : Brouhaha
- Titre original : Hurlyburly
- Réalisation : Anthony Drazan
- Scénario : David Rabe (en)
- Musique : David Baerwald
- Pays de production : États-Unis
- Format : Couleurs - 1,85:1 - son Dolby numérique
- Genre : Comédie dramatique
- Durée : 122 minutes
- Dates de sortie : 
  - États-Unis : 25 décembre 1998
  - France : 6 février 2002

## Distribution
- Sean Penn (VFB : Franck Dacquin ; VQ : Sébastien Dhavernas) : Eddie
- Kevin Spacey (VQ : Daniel Picard) : Mickey
- Robin Wright (VQ : Nathalie Coupal) : Darlene
- Chazz Palminteri (VQ : Mario Desmarais) : Phil
- Garry Shandling (VQ : Luis De Cespedes) : Artie
- Anna Paquin (VQ : Aline Pinsonneault) : Donna
- Meg Ryan (VQ : Claudie Verdant) : Bonnie
- Kenny Vance (en)  : le chanteur
- Michaline Babich () : la réceptionniste
- Elaine Corral (VQ : Chantal Baril) : Elaine
- Bob Jimenez (VQ : Daniel Lesourd) : annonceur (nouvelles)

## Récompenses
- Coupe Volpi pour la meilleure interprétation masculine en 1998 à la Mostra de Venise pour Sean Penn.